# Pe Donul liniștit
Pe Donul liniștit sau Donul liniștit (în rusă Тихий Дон, transliterat: Tihii Don, tradus ad-literam „Donul liniștit”) este un roman epic în patru volume al scriitorului rus Mihail Alexandrovici Șolohov. Primele trei volume au fost scrise în perioada 1925-1932 și publicate în revista sovietică Oktiabr din 1928 până în 1932, iar al patrulea volum a fost finalizat în 1940. Traducerea în limba engleză a primelor trei volume a apărut sub titlul And Quiet Flows the Don în 1934.
Acest roman este considerat a fi una dintre cele mai semnificative opere ale literaturii rusești și universale din secolul al XX-lea. El înfățișează viețile și luptele cazacilor de pe Don în timpul Primului Război Mondial, al Revoluției Ruse și al Războiului Civil Rus. Autorul său, Mihail Șolohov, a primit în 1965 Premiul Nobel pentru literatură pentru acest roman.

## Rezumat
Romanul prezintă viața cazacilor care trăiau pe valea râului Don la începutul secolului al XX-lea, probabil în jurul anului 1912, chiar înainte de izbucnirea Primului Război Mondial. Acțiunea se învârte în jurul membrilor familiei Melehov din Tatarsk, descendenți ai unui cazac care, spre groaza multora, a luat o captivă turcă ca soție în timpul Războiului Crimeii. Ea este acuzată de vrăjitorie de vecinii superstițioși ai lui Melehov, care încearcă să o omoare, dar sunt alungați de soțul ei. Urmașii lor: fiul și nepoții, care sunt protagoniștii acestui roman, sunt, prin urmare, porecliți adesea „Turcii”. Cu toate acestea, ei au ajuns să fie foarte respectați de locuitorii din Tatarsk.
Al doilea fiu al familiei, Grigori Panteleevici Melehov, este un militar tânăr și de viitor care se îndrăgostește de Aksinia, soția lui Stepan Astahov, un prieten de familie. Stepan își bate soția în mod regulat, neexistând niciun fel de dragoste între ei. Povestea de dragoste ce se înfiripă între Grigori și Aksinia și fuga celor doi cauzează un conflict între Astahov și familia Melehov. Subiectul central al romanului îl constituie această poveste de dragoste, precum și conflictele militare iminente care-i vor antrena pe cei mai viteji tineri cazaci în unele dintre cele mai sângeroase războaie prin care a trecut Rusia. Acțiunea se mută pe Frontul Austro-Ungar, unde Grigori ajunge să-i salveze viața lui Stepan, dar acest gest nu pune capăt conflictului. La insistența tatălui său, Grigori se căsătorește cu Natalia, dar continuă să o iubească pe Aksinia.
Cartea nu prezintă doar luptele și suferința cazacilor, ci și mediul natural de viață al acestora, care este viu descris. Sunt menționate, de asemenea, numeroase cântece populare pe tot parcursul romanului. Pe Donul liniștit a evoluat dintr-o lucrare anterioară a lui Șolohov, intitulată Donșina, care nu a mai fost publicată:
Am început romanul descriind puciul organizat de Kornilov în 1917. Apoi a devenit clar că acest puci și, îndeosebi, rolul cazacilor în aceste evenimente nu ar putea fi înțelese fără o preistorie a cazacilor, iar astfel am început cu descrierea vieții cazacilor de pe Don chiar înainte de izbucnirea Primul Război Mondial (citat din M.A. Șolohov: Seminarii (1962) de F.A. Abramovic și V.V. Gura, menționat în Mihail Aleksandrovici Șolohov, de L.L. Litus.)
Personajul Grigori Melehov a fost inspirat de doi cazaci din satul Vioșenskaia, Pavel Nazarovici Kudinov și Harlampii Vasilievici Ermakov, care au fost figuri-cheie ale luptei antibolșevice din regiunea cursului superior al Donului.

## Semnificație literară, critică și acuzații de plagiat
Acest roman a fost comparat adesea cu Război și pace (1869), capodopera literară a lui Lev Tolstoi, în special de autorul sovietic Maxim Gorki. La fel ca romanul lui Tolstoi, Pe Donul liniștit este o frescă epică a vieții rusești într-o perioadă de criză, prezentată dintr-o perspectivă multiplă: politică, militară, romantică și civică. Șolohov a fost acuzat de plagiat de Aleksandr Soljenițîn și de alți autori, printre care Svetlana Allilueva (fiica lui Stalin) și Natalia Belinkova, soția lui Arkadi Belinkov. O investigație efectuată la sfârșitul anilor 1920 a confirmat că Șolohov este autorul romanului Donul liniștit, iar acuzațiile au fost denunțate ca o calomnie răutăcioasă în ziarul Pravda.
În timpul celui de-al Doilea Război Mondial, arhiva lui Șolohov a fost distrusă într-un bombardament aerian și doar al patrulea volum a supraviețuit. Șolohov îi ceruse prietenului său, Vassili Kudașov, care a fost ucis în război, să aibă grijă de arhivă. După moartea lui Kudașov, văduva sa a intrat în posesia manuscrisului, dar ea nu a divulgat niciodată faptul că îl deține. Manuscrisul a fost găsit în cele din urmă de Institutul de Literatură Mondială al Academiei Ruse de Științe în 1999, cu ajutorul guvernului rus. Colile de hârtie datează din anii 1920: 605 de pagini sunt scrise de mâna lui Șolohov, ceea ce evidențiază o reproiectare și o reorganizare considerabilă a materialului de către Șolohov, iar 285 de pagini sunt transcrise de soția sa, Maria, și de surorile autorului.
Analiza statistică a lungimilor frazelor din romanul Pe Donul liniștit susține în totalitate calitatea de autor a lui Șolohov.

## Premii și nominalizări
Romanul a câștigat Premiul Stalin în 1941, iar autorul său a obținut Premiul Nobel pentru literatură în 1965.

## Adaptări
Romanul a fost ecranizat de patru ori. O primă adaptare a fost realizată în 1931 de Ivan Pravov și Olga Preobrajenskaia, iar o a doua adaptare, lansată în 1957 și 1958, a fost regizată de Serghei Gherasimov și i-a avut în rolurile principale pe Piotr Glebov și Elina Bîstrițkaia. În 1992-1993 a fost realizat un remake în regia lui Serghei Bondarciuk (cu Rupert Everett în rolul principal); filmul a fost finalizat abia în anul 2006, când Fiodor Bondarciuk a finalizat montajul și a fost prezentat la televiziunea rusă ca o miniserie din șapte părți. O versiune mai scurtă, de 3 ore, a filmului Pe Donul liniștit al lui Bondarciuk a fost lansată pe DVD în mai multe țări. În 2015 romanul a fost adaptat din nou, într-un mod mai cuprinzător, ca un serial TV în 14 părți, în regia lui Serghei Ursuliak.
Compozitorul rus Ivan Dzerjinski și-a inspirat opera Pe Donul liniștit (Tihii Don) din acest roman, iar libretul a fost adaptat de fratele său, Leonid. Reprezentată în premieră în octombrie 1935, ea a devenit foarte populară după ce Stalin a vizionat-o și a lăudat-o câteva luni mai târziu. Opera a fost considerată un model de realism socialist în muzică și a fost distinsă cu Premiul Stalin.
Versurile cântecului folk „Where Have All the Flowers Gone?” scris de Pete Seeger și Joe Hickerson au fost adaptate din cântecul popular cazac „Koloda duda” (în ucraineană колода дуда) interpretat de Daria în Pe Donul liniștit Partea 1, capitolul 3 (pagina 17 în ediția Knopf).